# Josef Neuhaus

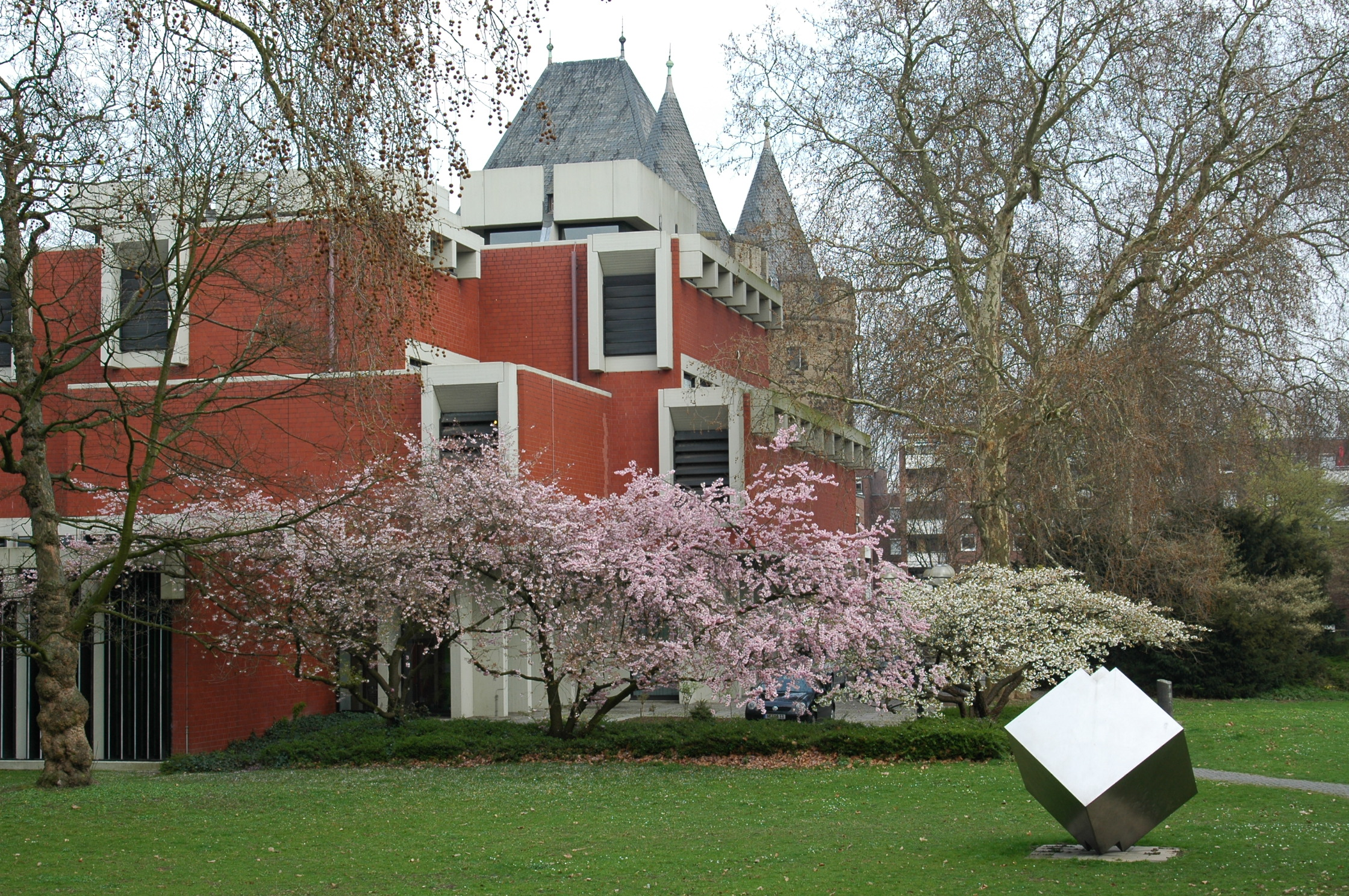
Skulptur Würfel (1974) von Josef Neuhaus am Clemens-Sels-Museum, Neuss

Josef Neuhaus (* 30. November 1923 in Essen; † 24. Dezember 1999 in Neuss) war ein deutscher bildender Künstler.

## Leben und Werk
Neuhaus studierte von 1945 bis 1950 an der staatlichen Kunstakademie Düsseldorf. Anschließend arbeitete er als freischaffender Bildhauer in Neuss. Sein Werk steht in der Tradition der konkreten Kunst und ist von geometrischen Formen geprägt. Max Bill widmete Neuhaus ein Gedicht. Rasterartige und serielle Arbeiten rücken Neuhaus' Werk in die Nähe des Minimalismus.
Neuhaus schuf neben Zeichnungen Skulpturen und Reliefs, in denen er mit der Spannung zwischen Volumen und Leere experimentierte. Die Werke sind horizontal-vertikal bestimmt, streng asketisch. Selbst der Werkstoff – Holz – wird durch weiße Oberfläche geleugnet. Nur die Proportionen selbst sollen durch Genauigkeit der Ausführung in ihrer Licht- und Schattenwirkung existieren.

„Ein Kunstwerk erklärt sich selbst. Warum also Erklärungen. Was für die Augen bestimmt ist, kann nicht mit den Ohren aufgenommen werden.“

„Die Objekte von Neuhaus stiften Verwirrung. Ihre lapidare Erscheinung erfordert von uns eine außergewöhnliche Konzentration.“

„Josef Neuhaus erwartet mit seinen sehr kargen und strengen Plastiken vom Betrachter eine (...) geistige Grundhaltung, die der Regel, der Einfachheit und der Askese zugetan sein sollte. Rationale, vordergründige Deutung wird diesem Werk nicht gerecht.“

## Einzelausstellungen (Auswahl)
Zu den mit «K» gekennzeichneten Ausstellungen erschien ein Katalog.
- 1972 Stadthalle, Neuss
- 1974 Kunsthalle Düsseldorf, 13. August – 15. SeptemberK
- 1977 Internationale Kunstmesse Basel; Internationaler Kunstmarkt Köln
- 1978 Point International Art Center, Amsterdam
- 1980 Wilhelm-Lehmbruck-Museum, Duisburg, 16. März bis 20. AprilK
- 1981/1982 Städtisches Museum Leverkusen, Schloss Morsbroich, 11. September – 1. November 1981 / Wilhelm-Hack-Museum, Ludwigshafen am Rhein, 24. April – 31. Mai 1982K
- 1982 Saarlandmuseum, SaarbrückenK
- 1985 Neue Galerie Sammlung Ludwig, Aachen (Atrium); Association Reperes, Paris
- 1988 Clemens-Sels-Museum, NeussK
- 1992 Museum Folkwang, EssenK
- 1994/1995 Museum für Konkrete Kunst Ingolstadt, 1. – 31. Juli 1994 / Haus für Konstruktive und Konkrete Kunst Zürich, 20. Januar – 19. März 1995K
- seit 2011: Dauerausstellung mit geometrischen Reliefs des Künstlers im Rathaus Neuss[5]
- 2019 Feld-Haus – Museum für Populäre Druckgrafik, Kirkeby-Feld, Neuss, 24. Februar bis 27. Oktober 2019[6]

## Werke im öffentlichen Raum (Auswahl)
- 1971 Schräggestellte Rahmen. Standort:  Gemeinschaftsgrundschule Kyburg, Neuss-Weckhoven
- 1974 Würfel. Stadtgarten / Clemens-Sels-Museum, Neuss
- 1985 Quader. Neusser Weyhe, Neuss
- 1986 Schiene. Rheinbahn Hauptverwaltung, Düsseldorf[7]
- 1997 Edelstahlskulptur. Südbrücke, Neuss

## Werke in Sammlungen (Auswahl)
- Kunstmuseum Düsseldorf
- Wilhelm-Lehmbruck-Museum, Duisburg
- Museum Schloss Morsbroich, Leverkusen
- Wilhelm-Hack-Museum, Ludwigshafen
- Sammlung Kunst aus Neuss